# Régiment wurtembergeois du Cap

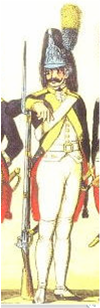
Uniforme des soldats du régiment.

Le  régiment wurtembergeois du Cap, en allemand Kapregiment, Kaper-Regiment ou Indisches Regiment, était un régiment de l'armée wurtembergeoise loué à la Compagnie néerlandaise des Indes orientales. Il est créé par Charles II de Wurtemberg en 1787 et subsiste jusqu'en 1809.

## Historique
Un accord est conclu en 1786 entre la Compagnie et le duc qui fournissait 2 000 hommes pour la somme de 300 000 guilders. Le régiment posté en premier lieu au cap de Bonne-Espérance eu des casernes à Ceylan, Madras, Batavia... Bien que ses commandants aient fait construire un certain nombre de bâtiments et hôpitaux, ses hommes ont connu un fort taux de mortalité du aux privations et aux épidémies. 

## Personnalités
Il était commandé par le colonel von Hügel.

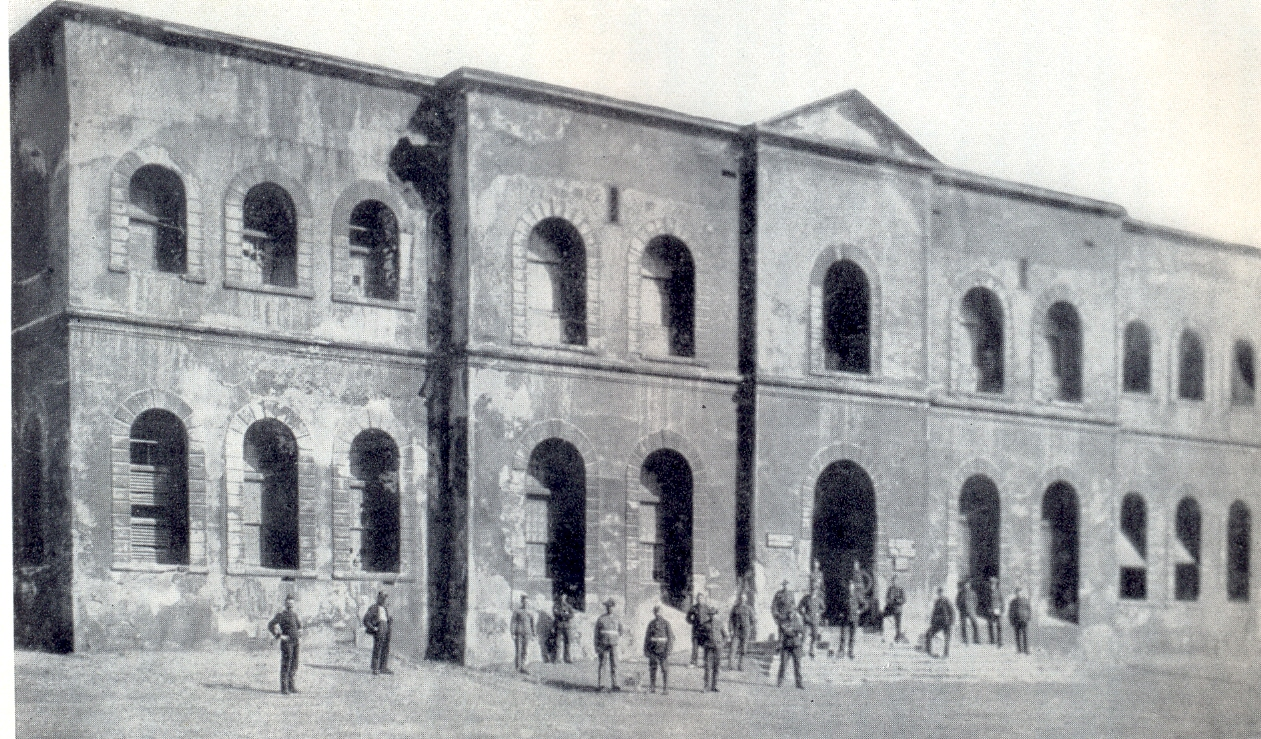
Caserne du Cap.
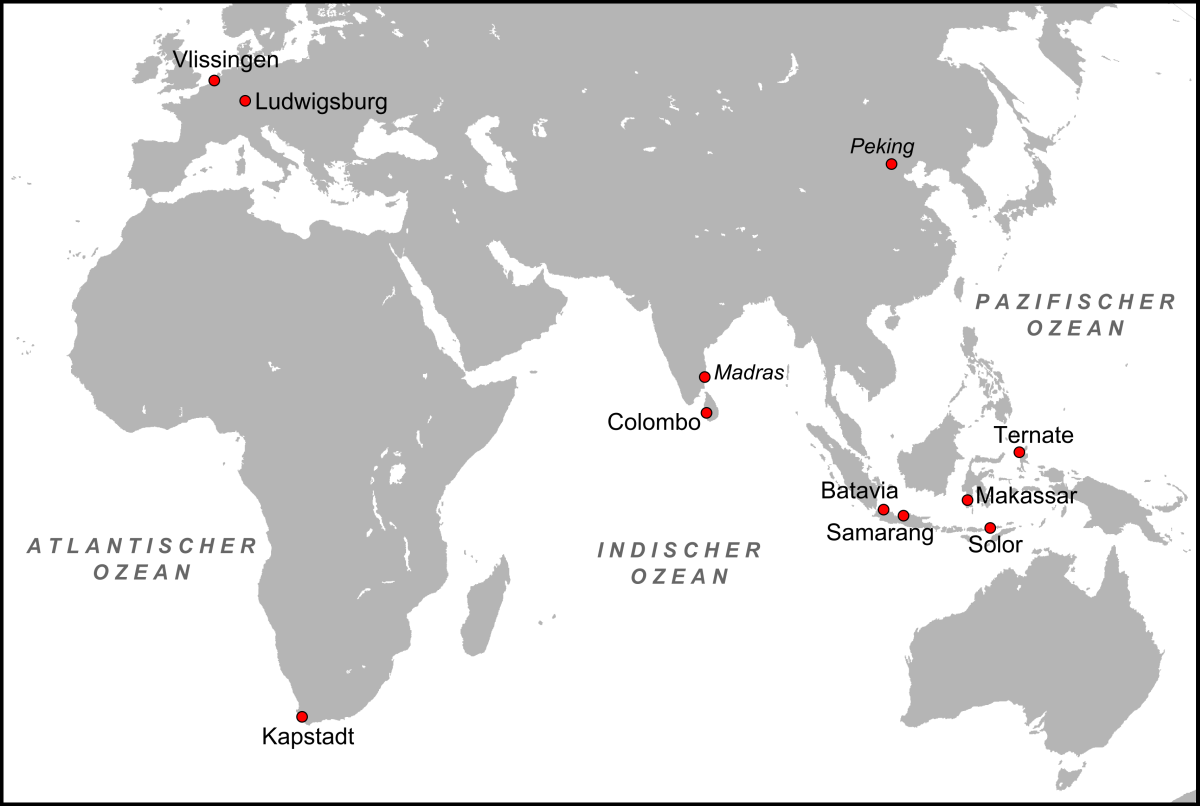
Répartition du régiment du Cap.
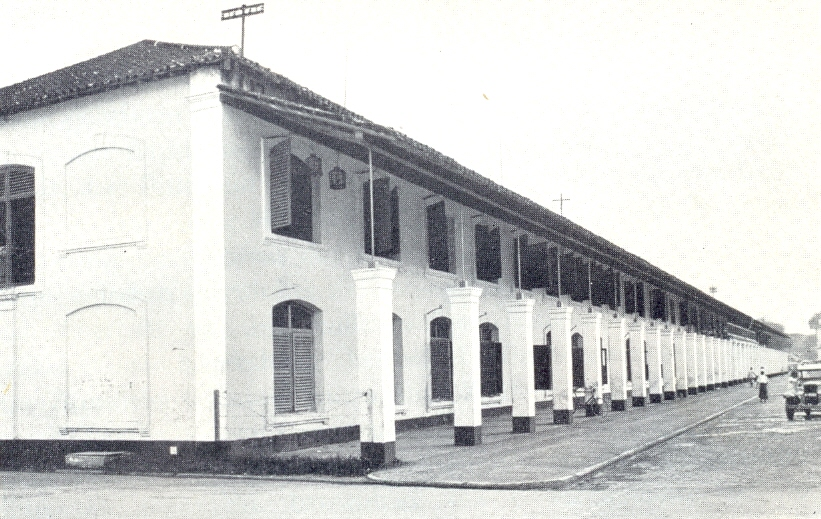
Caserne de Semarang.
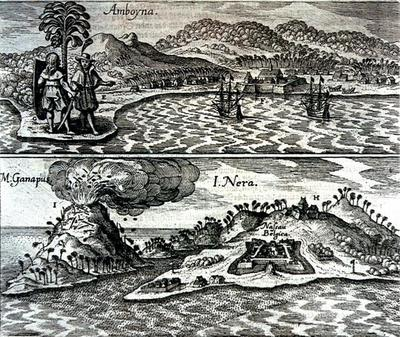
Fort Belgica aux îles Banda.

Voici quelques personnalités françaises qui y servirent :
- Philippe Parnasse, major du régiment à Middelbourg où il assurait la coordination avec la Compagnie et l'enrôlement depuis l'Europe, il envoyait régulièrement des renforts ;
- Théodore de Contamine ;
- Gédéon de Contamine ;
- Alexandre de La Motte[1] ;
- Alexandre Coupris-de Lamotte.